# Список птахів Замбії
Це перелік видів птахів, зафіксованих на території Замбії. Авіфауна Замбії налічує загалом 857 видів, з яких 1 є ендемічним.

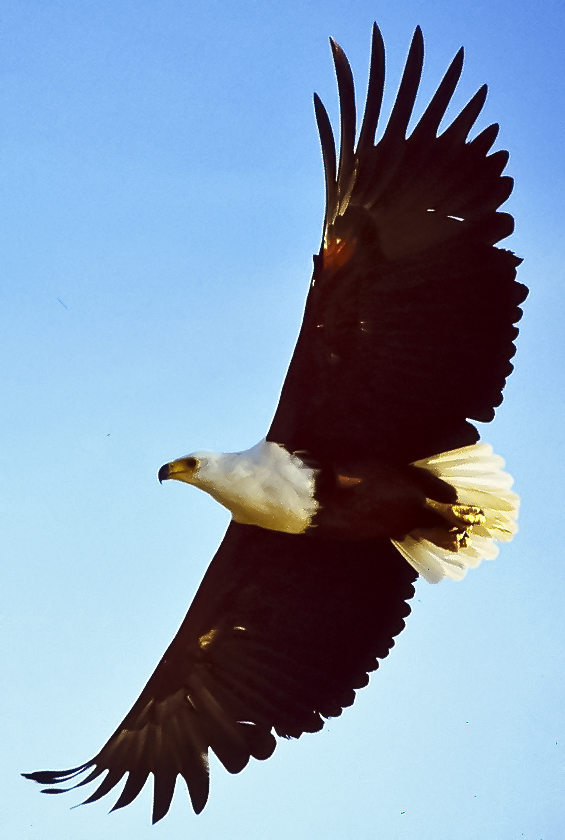
Орлан-крикун (Haliaeetus vocifer) є національним птахом Замбії

## Позначки
Наступні теги використані для виділення деяких категорій птахів.
- (А) Випадковий — вид, який рідко або випадково трапляється в Замбії
- (Е) Ендемічий — вид, який є ендеміком Замбії
- (I) Інтродукований — вид, завезений до Замбії як наслідок, прямих чи непрямих дій людських дій

## Страусоподібні(Struthioniformes)
Родина: Страусові (Struthionidae)
- Страус африканський, Struthio camelus

## Гусеподібні(Anseriformes)
Родина: Качкові (Anatidae)
- Свистач білоголовий, Dendrocygna viduata
- Свистач рудий, Dendrocygna bicolor
- Стромярка, Thalassornis leuconotus
- Качка шишкодзьоба, Sarkidiornis melanotos
- Каргарка нільська, Alopochen aegyptiacus
- Галагаз очеретяний, Tadorna cana (A)
- Шпорокрил, Plectropterus gambensis
- Чирянка-крихітка африканська, Nettapus auritus
- Чирянка велика, Spatula querquedula
- Чирянка жовтощока, Spatula hottentota
- Широконіска капська, Spatula smithii
- Широконіска північна, Spatula clypeata
- Качка чорна, Anas sparsa
- Крижень жовтодзьобий, Anas undulata
- Чирянка африканська, Anas capensis
- Шилохвіст червонодзьобий, Anas erythrorhyncha
- Шилохвіст північний, Anas acuta
- Чернь червоноока, Netta erythrophthalma
- Савка африканська, Oxyura maccoa

## Куроподібні(Galliformes)
Родина: Цесаркові (Numididae)
- Цесарка рогата, Numida meleagris
- Цесарка чубата, Guttera pucherani

Родина: Фазанові (Phasianidae)
- Перепілка африканська, Synoicus adansonii
- Перепілка звичайна, Coturnix coturnix
- Перепілка-арлекін, Coturnix delegorguei
- Турач тропічний, Pternistis squamatus (A)
- Турач червонодзьобий, Pternistis adspersus
- Турач натальський, Pternistis natalensis
- Турач східний, Pternistis hildebrandti
- Турач чорноногий, Pternistis swainsonii
- Турач рудогорлий, Pternistis afer
- Турач чубатий, Ortygornis sephaena
- Турач вохристоголовий, Campocolinus coqui
- Турач білогорлий, Campocolinus albogularis
- Турач рудокрилий, Scleroptila levaillantii
- Турач Шелі, Scleroptila shelleyi

## Фламінгоподібні(Phoenicopteriformes)
Родина: Фламінгові (Phoenicopteridae)
- Фламінго рожевий, Phoenicopterus roseus
- Фламінго малий, Phoeniconaias minor

## Пірникозоподібні(Podicipediformes)
Родина: Пірникозові (Podicipedidae)
- Пірникоза мала, Tachybaptus ruficollis
- Пірникоза велика, Podiceps cristatus
- Пірникоза чорношия, Podiceps nigricollis (A)

## Голубоподібні(Columbiformes)
Родина: Голубові (Columbidae)
- Голуб сизий, Columba livia
- Голуб цяткований, Columba guinea (A)
- Голуб конголезький, Columba unicincta
- Columba arquatrix(інші мови)
- Columba delegorguei(інші мови)
- Columba iriditorques(інші мови)
- Голуб білощокий, Columba larvata
- Streptopelia lugens(інші мови)
- Streptopelia decipiens(інші мови)
- Streptopelia semitorquata(інші мови)
- Streptopelia capicola(інші мови)
- Горлиця мала, Streptopelia senegalensis
- Горлиця сомалійська, Turtur chalcospilos
- Горлиця рожевочерева, Turtur afer
- Горлиця білолоба, Turtur tympanistria
- Горлиця капська, Oena capensis
- Вінаго африканський, Treron calvus

## Рябкоподібні(Pterocliformes)
Родина: Рябкові (Pteroclidae)
- Рябок намібійський, Pterocles namaqua
- Рябок жовтогорлий, Pterocles gutturalis
- Рябок ботсванський, Pterocles bicinctus
- Рябок калахарський, Pterocles burchelli

## Дрохвоподібні(Otidiformes)
Родина: Дрохвові (Otididae)
- Дрохва африканська, Ardeotis kori (A)
- Дрохва кафрська, Neotis denhami
- Корхаан білочеревий, Eupodotis senegalensis
- Дрохва рудочуба, Eupodotis ruficrista
- Дрохва чорночерева, Lissotis melanogaster

## Туракоподібні(Musophagiformes)
Родина: Туракові (Musophagidae)
- Турако заїрський, Tauraco schalowi
- Турако фіолетовочубий, Tauraco porphyreolophus
- Турако червоночубий, Musophaga rossae
- Галасник гологорлий, Corythaixoides personatus
- Галасник сірий, Corythaixoides concolor

## Зозулеподібні(Cuculiformes)
Родина: Зозулеві (Cuculidae)
- Коукал сенегальський, Centropus senegalensis
- Коукал ангольський, Centropus cupreicaudus
- Коукал білобровий, Centropus superciliosus
- Коукал африканський, Centropus grillii
- Малкога жовтодзьоба, Ceuthmochares aereus
- Малкога зелена, Ceuthmochares australis
- Зозуля чубата, Clamator glandarius
- Зозуля африканська, Clamator levaillantii
- Зозуля строката, Clamator jacobinus
- Зозуля товстодзьоба, Pachycoccyx audeberti
- Дідрик білощокий, Chrysococcyx caprius
- Дідрик білочеревий, Chrysococcyx klaas
- Дідрик жовтогрудий, Chrysococcyx cupreus
- Зозуля-довгохвіст оливкова, Cercococcyx olivinus
- Зозуля-довгохвіст гірська, Cercococcyx montanus
- Зозуля чорна, Cuculus clamosus
- Зозуля червоновола, Cuculus solitarius
- Зозуля мала, Cuculus poliocephalus (A)
- Зозуля саванова, Cuculus gularis
- Зозуля мадагаскарська, Cuculus rochii (A)
- Зозуля глуха, Cuculus saturatus (A)
- Зозуля звичайна, Cuculus canorus

## Дрімлюгоподібні(Caprimulgiformes)
Родина: Дрімлюгові (Caprimulgidae)
- Дрімлюга-прапорокрил ангольський, Caprimulgus vexillarius
- Дрімлюга звичайний, Caprimulgus europaeus
- Дрімлюга акацієвий, Caprimulgus rufigena
- Дрімлюга міомбовий, Caprimulgus pectoralis
- Дрімлюга гірський, Caprimulgus poliocephalus
- Дрімлюга болотяний, Caprimulgus natalensis
- Дрімлюга плямистий, Caprimulgus tristigma
- Дрімлюга габонський, Caprimulgus fossii

## Серпокрильцеподібні(Apodiformes)
Родина: Серпокрильцеві (Apodidae)
- Голкохвіст плямистоволий, Telacanthura ussheri
- Голкохвіст ангольський, Neafrapus boehmi
- Серпокрилець зімбабвійський, Schoutedenapus myoptilus
- Серпокрилець білочеревий, Apus melba
- Серпокрилець еритрейський, Apus aequatorialis
- Серпокрилець чорний, Apus apus
- Серпокрилець блідий, Apus pallidus (A)
- Серпокрилець капський, Apus barbatus
- Серпокрилець малий, Apus affinis
- Серпокрилець ефіопський, Apus horus
- Серпокрилець білогузий, Apus caffer
- Серпокрилець пальмовий, Cypsiurus parvus

## Журавлеподібні(Gruiformes)
Родина: Sarothruridae
- Погонич білоплямистий, Sarothrura pulchra
- Погонич жовтоплямистий, Sarothrura elegans
- Погонич рудоволий, Sarothrura rufa
- Погонич довгопалий, Sarothrura lugens
- Погонич африканський, Sarothrura boehmi
- Погонич смугастий, Sarothrura affinis
- Погонич білокрилий, Sarothrura ayresi (A)

Родина: Пастушкові (Rallidae)
- Пастушок африканський, Rallus caerulescens
- Деркач лучний, Crex crex
- Деркач африканський, Crex egregia
- Погонич звичайний, Porzana porzana
- Курочка мала, Paragallinula angulata
- Курочка водяна, Gallinula chloropus
- Лиска африканська, Fulica cristata
- Султанка африканська, Porphyrio alleni
- Султанка зеленоспинна, Porphyrio madagascariensis
- Погонич буроголовий, Aenigmatolimnas marginalis
- Багновик африканський, Zapornia flavirostra
- Погонич малий, Zapornia parva
- Погонич-крихітка, Zapornia pusilla

Родина: Лапчастоногові (Heliornithidae)
- Лапчастоніг африканський, Podica senegalensis

Родина: Журавлеві (Gruidae)
- Журавель-вінценос південний, Balearica regulorum
- Журавель білошиїй, Bugeranus carunculatus

## Сивкоподібні(Charadriiformes)
Родина: Лежневі (Burhinidae)
- Лежень заїрський, Burhinus vermiculatus
- Лежень плямистий, Burhinus capensis

Родина: Чоботарові (Recurvirostridae)
- Кулик-довгоніг чорнокрилий, Himantopus himantopus
- Чоботар синьоногий, Recurvirostra avosetta

Родина: Сивкові (Charadriidae)
- Сивка морська, Pluvialis squatarola
- Сивка бурокрила, Pluvialis fulva
- Чайка білоголова, Vanellus crassirostris
- Чайка строката, Vanellus armatus
- Чайка шпорова, Vanellus spinosus
- Чайка вусата, Vanellus albiceps
- Чайка мала, Vanellus lugubris
- Чайка чорнолоба, Vanellus coronatus
- Чайка сенегальська, Vanellus senegallus
- Чайка рудогруда, Vanellus superciliosus (A)
- Пісочник монгольський, Charadrius mongolus
- Пісочник товстодзьобий, Charadrius leschenaultii
- Пісочник каспійський, Charadrius asiaticus
- Пісочник-пастух, Charadrius pecuarius
- Пісочник великий, Charadrius hiaticula
- Пісочник малий, Charadrius dubius (A)
- Пісочник білобровий, Charadrius tricollaris
- Пісочник буроголовий, Charadrius forbesi
- Пісочник білолобий, Charadrius marginatus
- Погонич-крихітка, Charadrius pallidus (A)

Родина: Мальованцеві (Rostratulidae)
- Мальованець афро-азійський, Rostratula benghalensis

Родина: Яканові (Jacanidae)
- Якана мала, Microparra capensis
- Якана африканська, Actophilornis africanus

Родина: Баранцеві (Scolopacidae)
- Кульон середній, Numenius phaeopus
- Кульон великий, Numenius arquata
- Грицик малий, Limosa lapponica
- Грицик великий, Limosa limosa
- Крем'яшник звичайний, Arenaria interpres
- Побережник ісландський, Calidris canutus (A)
- Брижач, Calidris pugnax
- Побережник болотяний, Calidris falcinellus (A)
- Побережник червоногрудий, Calidris ferruginea
- Побережник білохвостий, Calidris temminckii
- Побережник білий, Calidris alba
- Побережник малий, Calidris minuta
- Побережник арктичний, Calidris melanotos
- Баранець малий, Lymnocryptes minimus (A)
- Баранець великий, Gallinago media
- Баранець звичайний, Gallinago gallinago
- Баранець африканський, Gallinago nigripennis
- Мородунка, Xenus cinereus
- Плавунець круглодзьобий, Phalaropus lobatus (A)
- Плавунець плоскодзьобий, Phalaropus fulicarius (A)
- Набережник палеарктичний, Actitis hypoleucos
- Коловодник лісовий, Tringa ochropus
- Коловодник малий, Tringa solitaria (A)
- Коловодник чорний, Tringa erythropus (A)
- Коловодник великий, Tringa nebularia
- Коловодник жовтоногий, Tringa flavipes (A)
- Коловодник ставковий, Tringa stagnatilis
- Коловодник болотяний, Tringa glareola
- Коловодник звичайний, Tringa totanus

Родина: Триперсткові (Turnicidae)
- Триперстка африканська, Turnix sylvaticus
- Триперстка чорногуза, Turnix nanus

Родина: Дерихвостові (Glareolidae)
- Бігунець малий, Cursorius temminckii
- Бігунець смугастоволий, Smutsornis africanus
- Бігунець плямистоволий, Rhinoptilus cinctus
- Бігунець червононогий, Rhinoptilus chalcopterus
- Дерихвіст лучний, Glareola pratincola
- Дерихвіст степовий, Glareola nordmanni
- Дерихвіст скельний, Glareola nuchalis

Родина: Мартинові (Laridae)
- Мартин сіроголовий, Chroicocephalus cirrocephalus
- Мартин звичайний, Chroicocephalus ridibundus (A)
- Мартин ставковий, Leucophaeus pipixcan (A)
- Мартин чорнокрилий, Larus fuscus
- Крячок строкатий, Onychoprion fuscatus (A)
- Крячок малий, Sternula albifrons (A)
- Крячок чорнодзьобий, Gelochelidon nilotica
- Крячок каспійський, Hydroprogne caspia
- Крячок білокрилий, Chlidonias leucopterus
- Крячок білощокий, Chlidonias hybrida
- Крячок річковий, Sterna hirundo (A)
- Водоріз африканський, Rynchops flavirostris

## Лелекоподібні(Ciconiiformes)
Родина: Лелекові (Ciconiidae)
- Лелека-молюскоїд африканський, Anastomus lamelligerus
- Лелека чорний, Ciconia nigra
- Лелека африканський, Ciconia abdimii
- Лелека тропічний, Ciconia microscelis
- Лелека білий, Ciconia ciconia
- Ябіру сенегальський, Ephippiorhynchus senegalensis
- Марабу африканський, Leptoptilos crumenifer
- Лелека-тантал африканський, Mycteria ibis

## Сулоподібні(Suliformes)
Родина: Змієшийкові (Anhingidae)
- Змієшийка африканська, Anhinga rufa

Родина: Бакланові (Phalacrocoracidae)
- Баклан африканський, Microcarbo africanus
- Баклан великий, Phalacrocorax carbo

## Пеліканоподібні(Pelecaniformes)
Родина: Пеліканові (Pelecanidae)
- Пелікан рожевий, Pelecanus onocrotalus
- Пелікан африканський, Pelecanus rufescens

Родина: Китоголовові (Balaenicipididae)
- Китоголов, Balaeniceps rex

Родина: Молотоголовові (Scopidae)
- Молотоголов, Scopus umbretta

Родина: Чаплеві (Ardeidae)
- Бугай водяний, Botaurus stellaris
- Бугайчик звичайний, Ixobrychus minutus
- Бугайчик африканський, Ixobrychus sturmii
- Чапля сіра, Ardea cinerea
- Чапля чорноголова, Ardea melanocephala
- Чапля-велетень, Ardea goliath
- Чапля руда, Ardea purpurea
- Чепура велика, Ardea alba
- Чепура середня, Ardea intermedia
- Чепура мала, Egretta garzetta
- Чапля рифова, Egretta gularis (A)
- Чепура ботсванійська, Egretta vinaceigula
- Чепура чорна, Egretta ardesiaca
- Чапля єгипетська, Bubulcus ibis
- Чапля жовта, Ardeola ralloides
- Чапля синьодзьоба, Ardeola idae
- Чапля рудочерева, Ardeola rufiventris
- Чапля мангрова, Butorides striata
- Квак звичайний, Nycticorax nycticorax
- Квак білобокий, Gorsachius leuconotus

Родина: Ібісові (Threskiornithidae)
- Коровайка бура, Plegadis falcinellus
- Ібіс священний, Threskiornis aethiopicus
- Ібіс строкатошиїй, Bostrychia rara (A)
- Гагедаш, Bostrychia hagedash
- Косар африканський, Platalea alba

## Яструбоподібні(Accipitriformes)
Родина: Секретарові (Sagittariidae)
- Птах-секретар, Sagittarius serpentarius

Родина: Скопові (Pandionidae)
- Скопа, Pandion haliaetus

Родина: Яструбові (Accipitridae)
- Шуліка чорноплечий, Elanus caeruleus
- Polyboroides typus(інші мови)
- Гриф пальмовий, Gypohierax angolensis
- Ягнятник, Gypaetus barbatus (A)
- Стерв'ятник, Neophron percnopterus
- Осоїд євразійський, Pernis apivorus
- Шуляк африканський, Aviceda cuculoides
- Гриф білоголовий, Trigonoceps occipitalis
- Гриф африканський, Torgos tracheliotos
- Стерв'ятник бурий, Necrosyrtes monachus
- Gyps africanus(інші мови)
- Сип плямистий, Gyps rueppelli (A)
- Gyps coprotheres(інші мови)
- Terathopius ecaudatus(інші мови)
- Circaetus pectoralis(інші мови)
- Circaetus cinereus(інші мови)
- Circaetus fasciolatus(інші мови)
- Circaetus cinerascens(інші мови)
- Шуліка-широкорот, Macheiramphus alcinus
- Орел вінценосний, Stephanoaetus coronatus
- Орел-боєць, Polemaetus bellicosus
- Орел довгочубий, Lophaetus occipitalis
- Підорлик малий, Clanga pomarina
- Підорлик великий, Clanga clanga (A)
- Орел білоголовий, Hieraaetus wahlbergi
- Орел-карлик, Hieraaetus pennatus
- Hieraaetus ayresii(інші мови)
- Орел рудий, Aquila rapax
- Орел степовий, Aquila nipalensis
- Орел кафрський, Aquila verreauxii
- Aquila spilogaster(інші мови)
- Яструб-ящірколов, Kaupifalco monogrammicus
- Яструб-крикун темний, Melierax metabates
- Яструб-крикун світлий, Melierax canorus
- Габар, Micronisus gabar
- Лунь очеретяний, Circus aeruginosus
- Circus ranivorus(інші мови)
- Лунь степовий, Circus macrourus
- Лунь лучний, Circus pygargus
- Яструб ангольський, Accipiter tachiro
- Яструб туркестанський, Accipiter badius
- Яструб савановий, Accipiter minullus
- Яструб намібійський, Accipiter ovampensis
- Яструб кенійський, Accipiter rufiventris
- Яструб чорний, Accipiter melanoleucus
- Шуліка чорний, Milvus migrans
- Орлан-крикун, Haliaeetus vocifer
- Канюк звичайний, Buteo buteo
- Buteo oreophilus(інші мови)
- Канюк степовий, Buteo rufinus'
- Buteo auguralis(інші мови) (A)
- Buteo augur(інші мови)

## Совоподібні(Strigiformes)
Родина: Сипухові (Tytonidae)
- Сипуха африканська, Tyto capensis
- Сипуха крапчаста, Tyto alba

Родина: Совові (Strigidae)
- Сплюшка євразійська, Otus scops
- Сплюшка африканська, Otus senegalensis
- Сплюшка південна, Ptilopsis granti
- Пугач капський, Bubo capensis
- Пугач африканський, Bubo africanus
- Пугач блідий, Bubo lacteus
- Сова-рибоїд смугаста, Scotopelia peli
- Сова-рибоїд жовтодзьоба, Scotopelia bouvieri (A)
- Сичик-горобець савановий, Glaucidium perlatum
- Glaucidium capense
- Сова-лісовик африканська, Strix woodfordii
- Сова африканська, Asio capensis

## Чепігоподібні(Coliiformes)
Родина: Чепігові (Coliidae)
- Чепіга бурокрила, Colius striatus
- Паяро синьошиїй, Urocolius macrourus
- Паяро вохристоволий, Urocolius indicus

## Трогоноподібні(Trogoniformes)
Родина: Трогонові (Trogonidae)
- Трогон зелений, Apaloderma narina
- Трогон смугастохвостий, Apaloderma vittatum

## Bucerotiformes
Родина: Одудові (Upupidae)
- Одуд, Upupa epops

Родина: Слотнякові (Phoeniculidae)
- Слотняк пурпуровий, Phoeniculus purpureus
- Ірисор чорний, Rhinopomastus aterrimus
- Ірисор великий, Rhinopomastus cyanomelas

Родина: Кромкачні (Bucorvinae)
- Кромкач кафрський, Bucorvus leadbeateri

Родина: Птахи-носороги (Bucerotidae)
- Токо бурий, Lophoceros alboterminatus
- Токо скельний, Lophoceros bradfieldi
- Токо плямистодзьобий, Lophoceros nasutus
- Токо світлодзьобий, Lophoceros pallidirostris
- Токо намібійський, Tockus leucomelas
- Токо південний, Tockus rufirostris
- Калао сріблястощокий, Bycanistes brevis
- Калао-трубач, Bycanistes bucinator

## Сиворакшоподібні(Coraciiformes)
Родина: Рибалочкові (Alcedinidae)
- Рибалочка кобальтовий, Alcedo semitorquata
- Рибалочка бірюзовий, Alcedo quadribrachys
- Рибалочка діадемовий, Corythornis cristatus
- Рибалочка білочеревий, Corythornis leucogaster
- Рибалочка-крихітка синьоголовий, Ispidina picta
- Альціон сіроголовий, Halcyon leucocephala
- Альціон сенегальський, Halcyon senegalensis
- Альціон мангровий, Halcyon senegaloides (A)
- Альціон блакитний, Halcyon malimbica
- Альціон буроголовий, Halcyon albiventris
- Альціон малий, Halcyon chelicuti
- Рибалочка-чубань африканський, Megaceryle maximus
- Рибалочка строкатий, Ceryle rudis

Родина: Бджолоїдкові (Meropidae)
- Бджолоїдка білолоба, Merops bullockoides
- Бджолоїдка карликова, Merops pusillus
- Бджолоїдка синьовола, Merops variegatus
- Бджолоїдка вилохвоста, Merops hirundineus
- Бджолоїдка білогорла, Merops albicollis (A)
- Бджолоїдка рудоголова, Merops boehmi
- Бджолоїдка зелена, Merops persicus
- Бджолоїдка оливкова, Merops superciliosus
- Бджолоїдка звичайна, Merops apiaster
- Бджолоїдка малинова, Merops nubicus (A)
- Merops nubicoides

Родина: Сиворакшові (Coraciidae)
- Сиворакша євразійська, Coracias garrulus
- Сиворакша рожевовола, Coracias caudatus
- Сиворакша мозамбіцька, Coracias spatulata
- Сиворакша білоброва, Coracias naevia
- Широкорот африканський, Eurystomus glaucurus

## Дятлоподібні(Piciformes)
Родина: Лібійні (Lybiidae)
- Барбудо чубатий, Trachyphonus vaillantii
- Барбікан білогузий, Stactolaema leucotis
- Барбікан білокрилий, Stactolaema whytii
- Барбікан жовтоголовий, Stactolaema anchietae
- Барбіон гірський, Pogoniulus leucomystax
- Барбіон золотогузий, Pogoniulus bilineatus
- Барбіон жовтолобий, Pogoniulus chrysoconus
- Барбіон замбійський, Pogoniulus makawai (E)
- Лібія-зубодзьоб плямистовола, Tricholaema frontata
- Лібія-зубодзьоб акацієва, Tricholaema leucomelas
- Лібія-зубодзьоб жовтоока, Tricholaema lachrymosa
- Лібія замбійська, Lybius chaplini (E)
- Лібія чорношия, Lybius torquatus
- Лібія рожевочерева, Lybius minor

Родина: Воскоїдові (Indicatoridae)
- Ковтач сіроголовий, Prodotiscus zambesiae
- Ковтач світлочеревий, Prodotiscus regulus
- Воскоїд блідий, Indicator meliphilus
- Воскоїд крихітний, Indicator exilis
- Воскоїд малий, Indicator minor
- Воскоїд строкатий, Indicator variegatus
- Воскоїд великий, Indicator indicator

Родина: Дятлові (Picidae)
- Крутиголовка звичайна, Jynx torquilla
- Крутиголовка африканська, Jynx ruficollis
- Дятел сірощокий, Dendropicos fuscescens
- Дятел бородатий, Chloropicus namaquus
- Дятел танзанійський, Dendropicos stierlingi
- Дятел оливковий, Dendropicos griseocephalus
- Дятлик бурощокий, Pardipicus caroli
- Дятлик зеленокрилий, Campethera cailliautii
- Дятлик акацієвий, Campethera bennettii
- Дятлик золотохвостий, Campethera abingoni

## Соколоподібні(Falconiformes)
Родина: Соколові (Falconidae)
- Боривітер степовий, Falco naumanni
- Боривітер савановий, Falco rupicolus
- Боривітер великий Falco rupicoloides
- Боривітер сірий, Falco ardosiaceus
- Боривітер білоголовий, Falco dickinsoni
- Турумті, Falco chicquera
- Кібчик червононогий, Falco vespertinus
- Кібчик амурський, Falco amurensis
- Підсоколик Елеонори, Falco eleonorae
- Підсоколик сірий, Falco concolor
- Підсоколик великий, Falco subbuteo
- Підсоколик африканський, Falco cuvierii
- Ланер, Falco biarmicus
- Сапсан, Falco peregrinus
- Сокіл-малюк, Falco fasciinucha

## Папугоподібні(Psittaciformes)
Родина: Psittaculidae
- Нерозлучник червоноголовий, Agapornis lilianae
- Нерозлучник чорнощокий, Agapornis nigrigenis

Родина: Папугові (Psittacidae)
- Poicephalus fuscicollis(інші мови)
- Папуга-довгокрил жовтоплечий, Poicephalus meyeri
- Папуга-довгокрил буроголовий, Poicephalus cryptoxanthus

## Горобцеподібні(Passeriformes)
Родина: Смарагдорогодзьобові (Calyptomenidae)
- Широкодзьоб чорноголовий, Smithornis capensis

Родина: Пітові (Pittidae)
- Піта ангольська, Pitta angolensis

Родина: Личинкоїдові (Campephagidae)
- Шикачик сірий, Ceblepyris caesius
- Шикачик білочеревий, Ceblepyris pectoralis
- Личинкоїд південний, Campephaga flava
- Личинкоїд червоноплечий, Campephaga phoenicea
- Личинкоїд пурпуровий, Campephaga quiscalina

Родина: Вивільгові (Oriolidae)
- Вивільга звичайна, Oriolus oriolus
- Вивільга золота, Oriolus auratus
- Вивільга південна, Oriolus larvatus

Родина: Прирітникові (Platysteiridae)
- Прирітник чорногорлий, Platysteira peltata
- Прирітка білошия, Platysteira castanea
- Приріт ангольський, Batis margaritae
- Приріт рудокрилий, Batis capensis
- Приріт зулуйський, Batis fratrum
- Приріт білобокий, Batis molitor
- Приріт кенійський, Batis soror

Родина: Вангові (Vangidae)
- Багадаїс білочубий, Prionops plumatus
- Багадаїс червоновійчастий, Prionops retzii
- Багадаїс рудолобий, Prionops scopifrons
- Приріт великий, Megabyas flammulatus (A)
- Приріт чубатий, Bias musicus

Родина: Гладіаторові (Malaconotidae)
- Брубру, Nilaus afer
- Кубла строката, Dryoscopus cubla
- Чагра чорноголова, Tchagra minuta
- Чагра велика, Tchagra senegalus
- Чагра буроголова, Tchagra australis
- Гонолек тропічний, Laniarius major
- Гонолек двобарвний, Laniarius bicolor
- Гонолек південний, Laniarius ferrugineus
- Гонолек червоноволий, Laniarius atrococcineus
- Гонолек східний, Laniarius fuelleborni
- Бокмакірі, Telophorus zeylonus
- Вюргер золотистий, Telophorus sulfureopectus
- Вюргер оливковий, Telophorus olivaceus
- Вюргер чорнолобий, Telophorus nigrifrons
- Вюргер зелений, Telophorus viridis
- Гладіатор сіроголовий, Malaconotus blanchoti

Родина: Дронгові (Dicruridae)
- Дронго прямохвостий, Dicrurus ludwigii
- Дронго вилохвостий, Dicrurus adsimilis

Родина: Монархові (Monarchidae)
- Монарх східний, Trochocercus cyanomelas
- Монарх-довгохвіст іржастий, Terpsiphone rufiventer
- Монарх-довгохвіст африканський, Terpsiphone viridis

Родина: Сорокопудові (Laniidae)
- Сорокопуд терновий, Lanius collurio
- Сорокопуд чорнолобий, Lanius minor
- Lanius humeralis(інші мови)
- Сорокопуд чорноголовий, Lanius collaris
- Сорокопуд міомбовий, Lanius souzae
- Сорокопуд строкатий, Lanius melanoleucus
- Сорокопуд-білоголов західний, Eurocephalus anguitimens

Родина: Воронові (Corvidae)
- Ворона капська, Corvus capensis
- Крук строкатий, Corvus albus
- Крук великодзьобий, Corvus albicollis

Родина: Hyliotidae
- Оксамитник жовточеревий, Hyliota flavigaster
- Оксамитник південний, Hyliota australis

Родина: Stenostiridae
- Чорноніжка, Stenostira scita (A)
- Ельмінія сиза, Elminia albicauda
- Ельмінія гірська, Elminia albonotata

Родина: Синицеві (Paridae)
- Синиця африканська, Melaniparus leucomelas
- Синиця рудочерева, Melaniparus rufiventris
- Синиця південна, Melaniparus niger
- Синиця замбійська, Melaniparus griseiventris
- Синиця сіра, Melaniparus cinerascens

Родина: Ремезові (Remizidae)
- Ремез сірий, Anthoscopus caroli
- Ремез південний, Anthoscopus minutus

Родина: Жайворонкові (Alaudidae)
- Фірлюк дроздовий, Pinarocorys nigricans
- Жервінчик білощокий, Eremopterix leucotis
- Жервінчик білошиїй, Eremopterix verticalis
- Жервінчик рудоголовий, Eremopterix leucopareia
- Алондра смугастовола, Calendulauda sabota
- Алондра білочерева, Calendulauda africanoides
- Фірлюк мінливобарвний, Mirafra fasciolata
- Фірлюк африканський, Mirafra africana
- Фірлюк ангольський, Mirafra angolensis
- Фірлюк коричневий, Mirafra rufocinnamomea
- Фірлюк білогорлий, Mirafra passerina
- Фірлюк південний, Mirafra cheniana
- Calandrella cinerea
- Терера рожеводзьоба, Spizocorys conirostris

Родина: Nicatoridae
- Нікатор західний, Nicator chloris
- Нікатор східний, Nicator gularis

Родина: Macrosphenidae
- Кромбек рудоголовий, Sylvietta ruficapilla
- Кромбек рудий, Sylvietta whytii
- Кромбек довгодзьобий, Sylvietta rufescens
- Очеретянка вусата, Melocichla mentalis
- Очеретянка капська, Sphenoeacus afer

Родина: Тамікові (Cisticolidae)
- Жовтобрюшка сіровола, Eremomela salvadorii
- Жовтобрюшка світлоброва, Eremomela icteropygialis
- Жовтобрюшка південна, Eremomela scotops
- Жовтобрюшка чорносмуга, Eremomela atricollis
- Жовтобрюшка акацієва, Eremomela usticollis
- Принія білогорла, Schistolais leucopogon
- Зебринка міомбова, Calamonastes undosus
- Зебринка акацієва, Calamonastes stierlingi
- Зебринка строката, Calamonastes fasciolatus
- Цвіркач сіробокий, Camaroptera brevicaudata
- Цвіркач зелений, Camaroptera brachyura
- Нікорник смуговолий, Apalis thoracica
- Нікорник жовтоволий, Apalis flavida
- Нікорник білочеревий, Apalis rufogularis
- Нікорник гірський, Apalis chapini
- Нікорник чорноголовий, Apalis melanocephala
- Нікорник буроголовий, Apalis alticola
- Принія африканська, Prinia subflava
- Принія чорновола, Prinia flavicans
- Принія рудокрила, Prinia erythroptera
- Таміка рудощока, Cisticola erythrops
- Таміка співоча, Cisticola cantans
- Таміка товстодзьоба, Cisticola lateralis
- Таміка голосиста, Cisticola woosnami
- Таміка танзанійська, Cisticola nigriloris
- Таміка бура, Cisticola aberrans
- Таміка іржастоголова, Cisticola chiniana
- Таміка рудохвоста, Cisticola rufilatus
- Таміка строкатоголова, Cisticola lais
- Таміка білогорла, Cisticola njombe
- Таміка західна, Cisticola marginatus
- Таміка замбійська, Cisticola luapula
- Таміка рудокрила, Cisticola galactotes
- Таміка криклива, Cisticola pipiens
- Таміка лучна, Cisticola tinniens
- Таміка-товстун, Cisticola robustus
- Таміка строката, Cisticola natalensis
- Таміка писклива, Cisticola fulvicapillus
- Таміка довгохвоста, Cisticola angusticauda
- Таміка чорнохвоста, Cisticola melanurus
- Таміка саванова, Cisticola brachypterus
- Таміка іржаста, Cisticola rufus
- Таміка віялохвоста, Cisticola juncidis
- Таміка пустельна, Cisticola aridulus
- Таміка куцохвоста, Cisticola textrix
- Таміка темнохвоста, Cisticola dambo
- Таміка болотяна, Cisticola cinnamomeus
- Таміка карликова, Cisticola ayresii

Родина: Очеретянкові (Acrocephalidae)
- Жовтовик тонкодзьобий, Calamonastides gracilirostris
- Берестянка бліда, Iduna pallida
- Жовтовик темноголовий, Iduna natalensis
- Жовтовик гірський, Iduna similis
- Берестянка оливкова, Hippolais olivetorum
- Берестянка звичайна, Hippolais icterina
- Очеретянка лучна, Acrocephalus schoenobaenus
- Очеретянка чагарникова, Acrocephalus palustris
- Очеретянка ставкова, Acrocephalus scirpaceus
- Очеретянка африканська, Acrocephalus baeticatus
- Очеретянка світлоброва, Acrocephalus gracilirostris
- Очеретянка бура, Acrocephalus rufescens
- Очеретянка велика, Acrocephalus arundinaceus

Родина: Кобилочкові (Locustellidae)
- Широкохвіст африканський, Catriscus brevirostris
- Куцокрил східний, Bradypterus lopezi
- Куцокрил брунатний, Bradypterus cinnamomeus
- Куцокрил болотяний, Bradypterus baboecala
- Куцокрил угандійський, Bradypterus carpalis (A)
- Куцокрил бамбуковий, Locustella alfredi
- Кобилочка річкова, Locustella fluviatilis

Родина: Ластівкові (Hirundinidae)
- Ластівка мала, Riparia paludicola
- Ластівка берегова, Riparia riparia
- Ластівка білоброва, Neophedina cincta
- Ластівка афро-азійська, Ptyonoprogne fuligula
- Ластівка сільська, Hirundo rustica
- Ластівка ангольська, Hirundo angolensis
- Ластівка синя, Hirundo nigrita
- Ластівка білогорла, Hirundo albigularis
- Ластівка ниткохвоста, Hirundo smithii
- Ластівка перлистовола, Hirundo dimidiata
- Ластівка довгохвоста, Hirundo atrocaerulea
- Ластівка замбійська, Hirundo nigrorufa
- Ластівка капська, Cecropis cucullata
- Ластівка даурська, Cecropis daurica
- Ластівка абісинська, Cecropis abyssinica
- Ластівка рудочерева, Cecropis semirufa
- Ластівка сенегальська, Cecropis senegalensis
- Ясківка червоногорла, Petrochelidon rufigula
- Ясківка південна, Petrochelidon spilodera
- Ластівка міська, Delichon urbicum
- Жалібничка білоголова, Psalidoprocne albiceps
- Жалібничка білоплеча, Psalidoprocne pristoptera
- Ластівка сірогуза, Pseudhirundo griseopyga

Родина: Бюльбюлеві (Pycnonotidae)
- Бюльбюль білоокий, Andropadus importunus
- Бюльбюль-обручник, Neolestes torquatus
- Бюльбюль-довгодзьоб рудохвостий, Bleda syndactylus
- Бюльбюль чорнобровий, Arizelocichla fusciceps
- Жовточеревець натальський, Chlorocichla flaviventris
- Жовточеревець суданський, Chlorocichla laetissima
- Бюльбюль-білохвіст нігерійський, Baeopogon indicator
- Жовточеревець сенегальський, Atimastillas flavicollis
- Бюльбюль малий, Eurillas virens
- Торо південний, Phyllastrephus terrestris
- Торо світлочеревий, Phyllastrephus cerviniventris
- Торо вохристий, Phyllastrephus cabanisi
- Торо східний, Phyllastrephus flavostriatus
- Бюльбюль темноголовий, Pycnonotus barbatus
- Бюльбюль червоноокий, Pycnonotus nigricans

Родина: Вівчарикові (Phylloscopidae)
- Вівчарик весняний, Phylloscopus trochilus
- Вівчарик жовтогорлий, Phylloscopus ruficapilla
- Вівчарик жовтогузий, Phylloscopus laurae

Родина: Erythrocercidae
- Монарх сивоголовий, Erythrocercus livingstonei

Родина: Кропив'янкові (Sylviidae)
- Тимелія абісинська, Sylvia abyssinica
- Кропив'янка чорноголова, Sylvia atricapilla
- Кропив'янка садова, Sylvia borin
- Кропив'янка рудогуза, Curruca subcoerulea
- Кропив'янка бура, Curruca lugens
- Кропив'янка сіра, Curruca communis

Родина: Окулярникові (Zosteropidae)
- Окулярник лимонний, Zosterops anderssoni

Родина: Pellorneidae
- Баблер дроздовий, Illadopsis turdina

Родина: Leiothrichidae
- Кратеропа ангольська, Turdoides hartlaubii
- Turdoides bicolor
- Кратеропа бура, Turdoides jardineii

Родина: Підкоришникові (Certhiidae)
- Гримперія африканська, Salpornis salvadori

Родина: Ґедзеїдові (Buphagidae)
- Ґедзеїд червонодзьобий, Buphagus erythrorynchus
- Ґедзеїд жовтодзьобий, Buphagus africanus

Родина: Шпакові (Sturnidae)
- Шпак жовтоголовий, Creatophora cinerea
- Майна індійська, Acridotheres tristis (I)
- Шпак-куцохвіст аметистовий, Cinnyricinclus leucogaster
- Моріо тонкодзьобий, Onychognathus tenuirostris
- Моріо рудокрилий, Onychognathus morio
- Моріо малий, Onychognathus walleri
- Мерл білокрилий, Neocichla gutturalis
- Шпак-куцохвіст рудочеревий, Pholia sharpii (A)
- Мерл чорночеревий, Notopholia corusca
- Мерл великий, Lamprotornis australis
- Мерл темний, Lamprotornis mevesii
- Мерл темнощокий, Lamprotornis splendidus
- Мерл міомбовий, Lamprotornis elisabeth
- Мерл гострохвостий, Lamprotornis acuticaudus
- Мерл зелений, Lamprotornis chalybaeus
- Мерл капський, Lamprotornis nitens

Родина: Дроздові (Turdidae)
- Вагал рудий, Stizorhina fraseri
- Квічаль помаранчевий, Geokichla gurneyi
- Дрізд-землекоп, Turdus litsitsirupa
- Дрізд абісинський, Turdus abyssinicus
- Дрізд червонодзьобий, Turdus libonyana
- Дрізд сіроволий, Turdus olivaceus
- Дрізд африканський, Turdus pelios
- Гранітник, Pinarornis plumosus

Родина: Мухоловкові (Muscicapidae)
- Мухоловка темна, Muscicapa adusta
- Мухоловка сіра, Muscicapa striata
- Мухоловка попеляста, Muscicapa caerulescens
- Мухоловка болотяна, Muscicapa aquatica
- Мухоловка ліберійська, Muscicapa cassini
- Мухоловка краплистовола, Muscicapa boehmi
- Мухоловка каштанова, Muscicapa infuscata
- Мухарка білочерева, Melaenornis mariquensis
- Мухарка попеляста, Bradornis microrhynchus
- Мухарка бліда, Melaenornis pallidus
- Мухоловка сива, Myioparus plumbeus
- Мухарка південна, Melaenornis pammelaina
- Мухарка сіровола, Melaenornis fischeri
- Альзакола білогорла, Cercotrichas quadrivirgata
- Альзакола міомбова, Cercotrichas barbata
- Альзакола пустельна, Cercotrichas paena
- Альзакола білоброва, Cercotrichas leucophrys
- Золотокіс буробокий, Cossypha anomala
- Золотокіс садовий, Cossypha caffra
- Золотокіс білогорлий, Cossypha humeralis
- Акалат білобровий, Cossypha polioptera
- Золотокіс білобровий, Cossypha heuglini
- Золотокіс рудоголовий, Cossypha natalensis
- Тирч вохристоволий, Cichladusa arquata
- Колоратка чорногорла, Pogonocichla stellata
- Колоратка родезійська, Swynnertonia swynnertoni
- Червеняк білогрудий, Chamaetylas fuelleborni
- Акалат рудий, Sheppardia bocagei
- Акалат вохристий, Sheppardia sharpei
- Соловейко східний, Luscinia luscinia
- Мухоловка білошия, Ficedula albicollis
- Горихвістка звичайна, Phoenicurus phoenicurus (A)
- Скеляр строкатий, Monticola saxatilis (A)
- Скеляр ангольський, Monticola angolensis
- Saxicola rubetra
- Saxicola torquatus
- Камінчак рудочеревий, Thamnolaea cinnamomeiventris
- Смолярик чорний, Myrmecocichla nigra
- Смолярик південний, Myrmecocichla formicivora (A)
- Смолярик білоголовий, Myrmecocichla arnotti
- Смолярик савановий, Myrmecocichla collaris
- Кам'янка звичайна, Oenanthe oenanthe
- Кам'янка чорнолоба, Oenanthe pileata
- Кам'янка попеляста, Oenanthe isabellina (A)
- Oenanthe familiaris(інші мови)

Родина: Цукролюбові (Promeropidae)
- Цукролюб рудоволий, Promerops gurneyi

Родина: Нектаркові (Nectariniidae)
- Саїманга синьогорла, Anthreptes reichenowi
- Саїманга червоногруда, Anthreptes anchietae
- Саїманга фіолетова, Anthreptes longuemarei
- Anthreptes tephrolaemus (A)
- Саїманга зеленовола, Hedydipna collaris
- Нектарик зеленоголовий, Cyanomitra verticalis
- Нектарик катанганський, Cyanomitra bannermani
- Нектарик синьогорлий, Cyanomitra cyanolaema (A)
- Нектарик оливковий, Cyanomitra olivacea
- Нектарець зеленогорлий, Chalcomitra rubescens
- Нектарець аметистовий, Chalcomitra amethystina
- Нектарець червоноволий, Chalcomitra senegalensis
- Нектарка бронзова, Nectarinia kilimensis
- Нектарка малахітова, Nectarinia famosa
- Нектарка червонобока, Nectarinia johnstoni
- Маріка західна, Cinnyris gertrudis'
- Маріка міомбова, Cinnyris manoensis
- Маріка зеленогорла, Cinnyris whytei
- Маріка східна, Cinnyris fuelleborni
- Маріка чорнокрила, Cinnyris mariquensis
- Маріка танзанійська, Cinnyris shelleyi
- Маріка пурпуровосмуга, Cinnyris bifasciatus
- Маріка райдужна, Cinnyris bouvieri
- Маріка ангольська, Cinnyris oustaleti
- Маріка білочерева, Cinnyris talatala
- Маріка різнобарвна, Cinnyris venustus
- Маріка бліда, Cinnyris batesi
- Маріка міднобарвна, Cinnyris cupreus

Родина: Ткачикові (Ploceidae)
- Алекто червонодзьобий, Bubalornis niger
- Магалі-вусань південний, Sporopipes squamifrons
- Магалі білобровий, Plocepasser mahali
- Магалі міомбовий, Plocepasser rufoscapulatus
- Малімб червоноголовий, Anaplectes rubriceps
- Ткачик мозамбіцький, Ploceus bertrandi
- Ткачик золотолобий, Ploceus baglafecht
- Ткачик тонкодзьобий, Ploceus pelzelni
- Ткачик чорногорлий, Ploceus ocularis
- Ткачик замбійський, Ploceus temporalis (A)
- Ткачик шафрановий, Ploceus xanthops
- Ткачик бурогорлий, Ploceus xanthopterus
- Ткачик савановий, Ploceus intermedius
- Ткачик чорнолобий, Ploceus velatus
- Ткачик танзанійський, Ploceus reichardi (A)
- Ткачик катанганський, Ploceus katangae
- Ткачик великий, Ploceus cucullatus
- Ткачик чорноголовий, Ploceus melanocephalus
- Ткачик лісовий, Ploceus bicolor
- Ткачик малавійський, Ploceus olivaceiceps
- Ткачик ангольський, Ploceus angolensis
- Ткачик товстодзьобий, Ploceus superciliosus (A)
- Квелія кардиналова, Quelea cardinalis
- Квелія червоноголова, Quelea erythrops
- Квелія червонодзьоба, Quelea quelea
- Вайдаг вогнистий, Euplectes orix
- Вайдаг чорнокрилий, Euplectes hordeaceus
- Вайдаг золотистий, Euplectes afer
- Вайдаг товстодзьобий, Euplectes capensis
- Вайдаг білокрилий, Euplectes albonotatus
- Вайдаг жовтоплечий, Euplectes macroura
- Вайдаг великий, Euplectes ardens
- Вайдаг червоноплечий, Euplectes axillaris
- Вайдаг болотяний, Euplectes hartlaubi
- Вайдаг малавійський, Euplectes psammacromius
- Вайдаг великохвостий, Euplectes progne
- Ткачик білолобий, Amblyospiza albifrons

Родина: Астрильдові (Estrildidae)
- Астрильд ефіопський, Coccopygia quartinia
- Астрильд зелений, Mandingoa nitidula
- Червоногуз зеленоголовий, Cryptospiza reichenovii
- Астрильд темнодзьобий, Glaucestrilda perreini
- Астрильд болотяний, Estrilda paludicola
- Астрильд золотощокий, Estrilda melpoda
- Астрильд червонокрилий, Estrilda rhodopyga (A)
- Астрильд смугастий, Estrilda astrild
- Астрильд чорнощокийBrunhilda erythronotos
- Червонощок чорночеревий, Pyrenestes ostrinus
- Астрильд-метелик савановий, Uraeginthus angolensis
- Астрильд-метелик червонощокий, Uraeginthus bengalus
- Астрильд гранатовий, Granatina granatina
- Перлистик червоноволий, Hypargos niveoguttatus
- Мельба строката, Pytilia melba
- Мельба золотокрила, Pytilia afra
- Амарант червонодзьобий, Lagonosticta senegala
- Амарант бурий, Lagonosticta nitidula
- Амарант червоний, Lagonosticta rubricata
- Амарант рожевий, Lagonosticta rhodopareia
- Амадина червоногорла, Amadina fasciata
- Амадина червоноголова, Amadina erythrocephala
- Бенгалик золотогрудий, Amandava subflava
- Луговик чорнощокий, Ortygospiza atricollis
- Луговик червонощокий, Paludipasser locustella
- Сріблодзьоб чорноволий, Spermestes cucullata
- Сріблодзьоб східний, Spermestes nigriceps
- Сріблодзьоб великий, Spermestes fringilloides

Родина: Вдовичкові (Viduidae)
- Вдовичка білочерева, Vidua macroura
- Вдовичка широкохвоста, Vidua obtusa
- Вдовичка райська, Vidua paradisaea
- Вдовичка королівська, Vidua regia
- Вдовичка червононога, Vidua chalybeata
- Вдовичка фіолетова, Vidua funerea
- Вдовичка пурпурова, Vidua purpurascens
- Вдовичка акацієва, Vidua codringtoni
- Зозульчак, Anomalospiza imberbis

Родина: Горобцеві (Passeridae)
- Горобець хатній, Passer domesticus (I)
- Горобець чорноголовий, Passer melanurus
- Горобець сіроголовий, Passer griseus
- Горобець блідий, Passer diffusus
- Горобець білобровий, Gymnoris superciliaris

Родина: Плискові (Motacillidae)
- Плиска капська, Motacilla capensis
- Плиска ефіопська, Motacilla clara
- Плиска гірська, Motacilla cinerea
- Плиска жовта, Motacilla flava
- Плиска строката, Motacilla aguimp
- Плиска біла, Motacilla alba
- Щеврик рудий, Anthus cinnamomeus
- Щеврик дракенберзький, Anthus hoeschi
- Щеврик ангольський, Anthus nyassae
- Щеврик довгодзьобий, Anthus similis
- Щеврик-велет, Anthus leucophrys
- Щеврик блідий, Anthus vaalensis
- Щеврик смугастий, Anthus lineiventris
- Щеврик лісовий, Anthus trivialis
- Щеврик червоногрудий, Anthus cervinus (A)
- Щеврик короткохвостий, Anthus brachyurus
- Щеврик чагарниковий, Anthus caffer
- Щеврик золотистий, Tmetothylacus tenellus (A)
- Пікулик рудогорлий, Macronyx capensis
- Пікулик жовтогорлий, Macronyx croceus
- Пікулик жовтобровий, Macronyx fuellebornii
- Пікулик червоногорлий, Macronyx ameliae
- Пікулик бурогорлий, Macronyx grimwoodi

Родина: В'юркові (Fringillidae)
- Щедрик жовтолобий, Crithagra mozambica
- Щедрик діадемовий, Crithagra frontalis
- Щедрик східний, Crithagra hyposticta
- Щедрик ангольський, Crithagra capistrata
- Щедрик чорногорлий, Crithagra atrogularis
- Щедрик жовтоволий, Crithagra citrinipectus
- Щедрик акацієвий, Crithagra sulphurata
- Щедрик жовточеревий, Crithagra flaviventris (A)
- Щедрик строкатий, Crithagra striolata
- Щедрик жовтобровий, Crithagra whytii
- Щедрик чорнощокий, Crithagra mennelli
- Щедрик строкатоголовий, Crithagra gularis
- Щедрик білобровий, Crithagra reichardi
- Serinus flavivertex(інші мови)

Родина: Вівсянкові (Emberizidae)
- Вівсянка білоброва, Emberiza cabanisi
- Вівсянка жовточерева, Emberiza flaviventris
- Вівсянка капська, Emberiza capensis
- Вівсянка малавійська, Emberiza vincenti
- Вівсянка бліда, Emberiza impetuani (A)
- Вівсянка каштанова, Emberiza tahapisi